# Mohak 3
Mohak 3 ist ein osttimoresischer Ort im Suco Leohito (Verwaltungsamt Balibo, Gemeinde Bobonaro). Fälschlicherweise wird er in Karten von 2008 „Ferikatuas“ genannt.
Mohak 3 liegt in einer Meereshöhe von 482 m im Süden der Aldeia Mohak. Durch den Ort führt die Hauptstraße, die den Suco durchquert. Westlich zweigt eine weitere Straße nach Balibo ab. Südwestlich liegt der Ort Mohak 1, der Hauptort des Sucos. Nordwestlich führt die Straße nach Ferik Katuas 1 (Wiwik). Südlich verläuft das Flussbett des Tishun. Nordwestlich erhebt sich der Taruik Aidele (697 m).